# اوا براون
ایفا آنا پائولا هیتلر (به آلمانی: Eva Anna Paula Hitler) (۶ فوریه ۱۹۱۲ – ۳۰ آوریل ۱۹۴۵) با نام خانوادگی اصلی براون که غالبا با عنوان اِوا براون شناخته می‌شود، معشوقه آدولف هیتلر، پیشوای رایش سوم و برای کمتر از ۴۰ ساعت همسر او بود. براون نخستین بار در ۱۷ سالگی در مونشن، زمانی که دستیار و مدل هاینریش هوفمان بود، هیتلر را دید. حدود دو سال بعد شروع به ملاقات مستمر با هیتلر کرد. در نخستین سال‌های رابطه‌اش با هیتلر، دو مرتبه اقدام به خودکشی کرد. از سال ۱۹۳۶ در اقامتگاه هیتلر در برگهوف، نزدیک برشتس‌گادن، زندگی می‌کرد و در جریان جنگ جهانی دوم شدیداً از او محافظت می‌شد. براون یک عکاس بود و بسیاری از عکس‌ها و فیلم‌های رنگی باقی‌مانده از هیتلر توسط او گرفته شده‌است. او شخصیتی کلیدی در زندگی شخصی هیتلر بود اما تا اواسط ۱۹۴۴، زمانی که خواهرش گرتل با افسر اس‌اس هرمان فگلاین ازدواج کرد، با هیتلر در انظار عمومی ظاهر نمی‌شد. اوا براون به همراه همسرش، آدولف هیتلر که از طریق شلیک اسلحه به خودش، خودش را کشت، براون با مصرف سیانور، خودکشی کرد.
در اواخر جنگ که سقوط آلمان نازی حتمی می‌نمود، به برلین نقل‌مکان کرد تا در فورربونکر در کنار هیتلر باشد. روز ۲۹ آوریل سال ۱۹۴۵، زمانی که نیروهای ارتش سرخ راهشان را به مرکز حکومتی برلین باز می‌کردند، براون در یک مراسم مختصر با آدولف هیتلر ازدواج کرد؛ او ۳۳ ساله بود و هیتلر ۵۶ ساله. کمتر از ۴۰ ساعت بعد، آن دو در اتاق مطالعه هیتلر خودکشی کردند. افکار عمومی آلمان از رابطه براون و هیتلر تا بعد از مرگ آن دو مطلع نبود.

## اوایل زندگی
اوا براون، دومین دختر فردریش فریتس براون (۱۸۷۹–۱۹۶۴) و فرانزیسکا فانی کرونبرگر (۱۸۸۵–۱۹۷۶)، به سال ۱۹۱۲ در مونیخ متولد شد. پدرش یک معلم مدرسه بود و مادرش قبل از ازدواج خیاطی می‌کرد. او یک خواهر بزرگ‌تر، ایلزه (۱۹۰۹–۱۹۷۹)، و یک خواهر کوچک‌تر، مارگارت (گرتل) (۱۹۱۵–۱۹۸۷)، داشت.

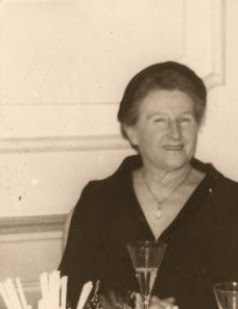
فرانزیسکا براون، مادر اوا

والدین اوا در آوریل ۱۹۲۱ از هم جدا شدند اما در نوامبر ۱۹۲۲ مجدداً ازدواج کردند، احتمالاً به خاطر مشکلات مالی (در آن زمان اقتصاد آلمان درگیر یک ابرتورم بود). براون در یک مدرسه کاتولیک در مونیخ تحصیل کرده بود و برای یک سال نیز در یک مدرسه کسب‌وکار در صومعه خواهران انگلیسی در زیمباخ آم این. او نمرات متوسطی داشت و از خود استعدادی در ورزش نشان می‌داد.
در ۱۷ سالگی، او شروع به کار برای هاینریش هوفمان، عکاس رسمی حزب نازی، کرد. در آغاز دستیار مغازه و منشی بود، اما به زودی چگونگی استفاده از دوربین و ظاهر کردن عکس‌ها را یادگرفت. در اکتبر ۱۹۲۹ برای اولین بار هیتلر را که ۲۳ سال از او بزرگ‌تر بود، در استودیوی هوفمان در مونیخ ملاقات کرد. در آغاز هیتلر را با نام «هر وولف» به اوا معرفی کردند. خواهرش گرتل نیز از ۱۹۳۲ شروع به کار با هوفمان کرد و آن دو به صورت مشترک آپارتمانی را برای مدتی اجرا کردند. گرتل بعداً در سفرهای اوا با هیتلر به اوبرزالستبرگ او را همراهی می‌کرد.

## رابطه با هیتلر
آدولف هیتلر از ۱۹۲۹ تا زمان مرگ گلی راوبال، خواهرزاده‌اش، با او در یک آپارتمان در مونیخ زندگی می‌کرد. در ۱۸ سپتامبر ۱۹۳۱، جنازه راوبال را در آن آپارتمان پیدا کردند. ظاهراً خودکشی کرده بود، با استفاده از اسلحه‌ای که به هیتلر تعلق داشت. در این زمان، هیتلر در نورنبرگ بود. رابطه احساسی هیتلر با گلی—احتمالا بیشتر از همه روابط با دیگر انسان‌ها —برای او اهمیت داشت. بعد از خودکشی گلی، ملاقات‌های هیتلر با براون افزایش پیدا کرد.
اوا براون هم در ۱۰ یا ۱۱ اوت ۱۹۳۲ اقدام به خودکشی کرد؛ با شلیک به سینه خود، با استفاده از اسلحه پدرش. مورخان متفق‌القولند که این یک اقدام جدی خودکشی نبود، بلکه تلاشی جهت جلب توجه بیشتر هیتلر بود. بعد از دوران نقاهت براون، هیتلر تعهد بیشتری به او نشان می‌داد و تا آخر ۱۹۳۲، آن دو وارد رابطه عاشقانه شدند. اوا زمان‌هایی که هیتلر در مونیخ بود، شب‌ها را در آپارتمان او می‌ماند. در ۱۹۳۳، براون به عنوان یک عکاس شروع به کار با هوفمان کرد. نتیجتاً، می‌توانست—به همراه هوفمان—به عنوان عکاس حزب، در سفرهای هیتلر او را همراهی کند. اوا بعدها برای مجله هنری هوفمان نیز کار کرد.
بنا به خاطرات خودش و نوشته‌های نرین گون، خودکشی دوم براون در مه ۱۹۳۵ اتفاق افتاد. زمانی که هیتلر وقت کافی برای او صرف نمی‌کرد، اوا با استفاده از قرص‌های خواب‌آور اقدام به خودکشی کرد. در ماه اوت همان سال، هیتلر برای براون و خواهرش آپارتمانی با سه تخت‌خواب در مونیخ فراهم کرد و سال بعد نیز آن‌ها به ویلایی در بوگنهاوزن نقل‌مکان کردند. از ۱۹۳۶، براون زمان‌هایی که هیتلر در اقامتگاه برگهوف در نزدیکی برشتس گادن می‌بود، در خانه او زندگی می‌کرد اما بیشتر مواقع در مونیخ بود. اوا همچنین در صدارت عظمای جدید برلین نیز آپارتمان خودش را داشت که آلبرت اشپر آن را طراحی کرده بود.
براون در ۱۹۳۵ برای اولین بار، به عنوان یکی از همراهان هوفمان، در راهپیمایی نورنبرگ شرکت کرد. خواهر ناتنی هیتلر، آنگلا راوبال (مادر گلی راوبال)، به حضور اوا در آنجا اعتراض کرد و مدتی بعد، او از شغل خود به عنوان خانه‌دار منزل هیتلر در برشتس گادن برکنار شد. محققان مطمئن نیستند که آیا رابطه بد او با اوا براون تنها دلیل کنار گذاشته‌شدنش بوده یا خیر، اما سایر اطرافیان آدولف هیتلر از آن زمان به بعد اوا را دست‌نیافتنی به حساب می‌آوردند.
هیتلر دوست می‌داشت خود را به شکل «قهرمانی عفیف» بنمایاند؛ در تفکرات نازی‌ها، مردان رهبران سیاسی و مبارز بودند، حال آن‌که زنان اداره‌کننده خانه به حساب می‌آمدند. هیتلر باور داشت که برای زنان جذاب است و قصد داشت با مجرد ماندن، از این موضوع استفاده سیاسی کند زیرا تصور می‌کرد ازدواج کردن می‌تواند باعث کاهش محبوبیتش شود. او و براون هرگز به عنوان یک زوج در انظار عمومی ظاهر نشدند؛ تنها مرتبه‌ای که آن دو در اخبار کنار هم دیده شدند، زمانی بود که اوا در بازی‌های المپیک زمستانی ۱۹۳۶ در صندلی کنار هیتلر نشسته بود. مردم آلمان از رابطه براون با هیتلر تنها بعد از جنگ اطلاع یافتند. براون در اقامتگاه برگهوف در کنار اتاق هیتلر، برای خودش اتاقی داشت؛ همین‌طور در اقامتگاه و پناهگاه هیتلر در برلین.
به گفته هایکه گورتماکر، زنان نقش بزرگی در سیاست آلمان نازی نداشتند. تأثیر سیاسی براون بر هیتلر اندک بود و هرگز به او اجازه داده نمی‌شد در زمان صحبت در ربط با سیاست و کسب و کار در اتاق بماند و هرگاه وزرا و دیگر افراد بلندپایه وارد می‌شدند، او باید اتاق را ترک می‌کرد. اوا عضو حزب نازی نبود. هاینریش هوفمان در خاطراتی که بعد از جنگ نوشته‌است، براون را «بی‌اهمیت و سبک‌مغز» توصیف کرده‌است. علایق اصلی اوا ورزش، لباس‌ها و سینما بودند. او جایگاه ممتازی داشت و از او محافظت می‌شد، اما به نظر می‌رسید علاقه‌ای به سیاست ندارد. یکی از دفعاتی که به سیاست علاقه نشان داد در ۱۹۴۳ بود، اندکی بعد از قرار گرفتن اقتصاد آلمان در وضعیت جنگ تمام عیار که یکی از پیامدهای آن می‌توانست ممنوعیت وسایل آرایشی و تجملاتی زنانه باشد. بنا به خاطرات آلبرت اشپر، براون با «عصبانیت شدید» خود را به هیتلر رساند؛ هیتلر نیز با آرامش به اشپر، وزیر تسلیحات وقت، دستور داد به جای ممنوعیت کامل، تولید اقلام آرایشی و تجملی را کاهش دهند. اشپر بعدها گفت «اوا براون یک ناامیدی بزرگ برای مورخان خواهد بود.»
براون بعد از رابطه خود با هیتلر هم به کار برای هوفمان ادامه داد. او عکس‌ها و فیلم‌های زیادی از اعضای حلقه اطرافیان هیتلر گرفت و برخی از آن‌ها با قیمت بسیار بالا به هوفمان فروخته شدند. او تا ۱۹۴۳ از شرکت هوفمان پول دریافت می‌کرد و همچنین منشی مخصوص هیتلر نیز بود. بدین طریق می‌توانست بدون اینکه مورد توجه قرار بگیرد، در صدارت عظمای رایش رفت و آمد کند؛ هرچند معمولاً از یک ورودی جانبی و راه‌پله عقبی وارد می‌شد. بنا به گفته گورتماکر، براون و هیتلر به‌طور معمول با یکدیگر رابطه جنسی داشتند. دوستان و خویشان اوا یک مرتبه را به خاطر می‌آوردند که او با خنده به عکسی از نویل چمبرلین که در آن روی مبل آپارتمان هیتلر نشسته بود، اشاره می‌کرد و می‌گفت «فقط اگر او می‌دانست بر روی این مبل چه‌ها که نگذشته‌است!»
در ۳ ژوئن ۱۹۴۴ خواهر اوا، گرتل براون، با هرمان فگلاین، گروپنفوررِ اس‌اس که به عنوان افسر رابط به هاینریش هیملر در بین اطرافیان هیتلر خدمت می‌کرد، ازدواج کرد. هیتلر از این فرصت استفاده کرد تا براون بتواند به عنوان خواهرزن فگلاین در مراسم‌های رسمی حاضر شود. زمانی که فگلاین را در آخرین روزهای جنگ در حال تلاش برای فرار به سوئد یا سوئیس یافتند، هیتلر دستور به اعدام او داد. در ۲۸ آوریل ۱۹۴۵ فگلاین را در باغ صدارت عظمای رایش با گلوله کشتند.

## سبک زندگی
در ۱۹۳۳، هیتلر یک خانه کوچک برای تعطیلات در کوه‌های اوبرزالستبرگ خریداری کرد. عملیات نوسازی آن در ۱۹۳۴ آغاز و در ۱۹۳۶ تمام شد و بناهای جدیدی به ساختمان اصلی اضافه شد. تمام محوطه را حصارکشی کردند و دیگر خانه‌های آنجا نیز توسط حزب ناسیونال سوسیالیست خریداری و بعد تخریب شد. نتیجتاً، ارتباط براون و دیگر اطرافیان هیتلر در زمان اقامت در آنجا، با جهان خارج به کل قطع می‌شد. اشپر، گورینگ و بورمان نیز در آن نزدیکی برای خود خانه‌هایی ساختند.
هاینتس لینگه، پیشکار هیتلر، در خاطرات خود می‌نویسد که هیتلر و براون در برگهوف دو اتاق خواب و دو حمام با درهایی که آن‌ها را به هم پیوند می‌داد، داشتند. هیتلر و براون قبل از اینکه به تخت‌خواب بروند، بیشتر عصرها را با یکدیگر در اتاق مطالعه تنها سپری می‌کردند. او رب دو شامبر می‌پوشید و شراب می‌نوشید؛ درحالی که هیتلر چای را ترجیح می‌داد. آن دو در مکان‌های عمومی، حتی اقامتگاه برگهوف، از نمایش محبت یا تماس فیزیکی اجتناب می‌کردند. به نقل از لینگه، هیتلر و براون مسائل خصوصی خود را از چشم و گوش کسانی که در جوارشان بودند و حواسشان به همه چیز بود، ماهرانه پنهان می‌کردند. هر وقت به غیر از نزدیک‌ترین اعضای محفل هیتلر کسی به دیدار او می‌آمد، براون از اتاق خودش بیرون نمی‌آمد. برای این که تنها نباشد دوستانش، از جمله خانم اشپر یا خانم هوفمان را دعوت می‌کرد. براون به‌طور معمول زمان‌هایی که برگهوف بود، دوستان و اعضای خانواده‌اش را با خود به آنجا می‌برد و آن‌ها تنها مهمانانی بودند که دعوتشان می‌کرد. علی‌رغم آنکه او نقشی در اداره خانه نداشت اما بین مهمانانش نقش میزبان را ایفا می‌کرد.

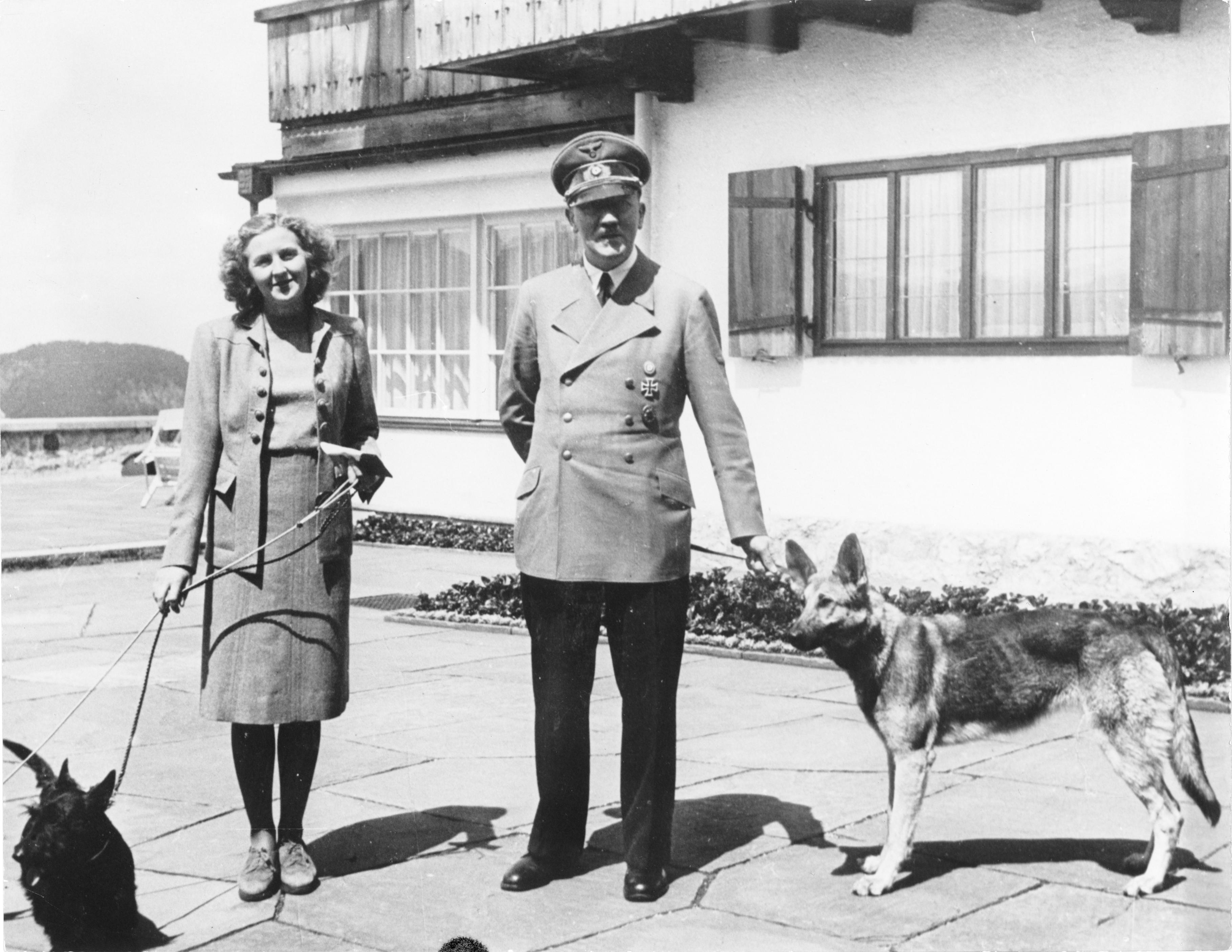
براون و هیتلر، ژوئن ۱۹۴۲

زمانی که هنریت فون شیراخ پیشنهاد کرد براون بعد از جنگ در خفا زندگی کند، پاسخ گرفت: «فکر می‌کنی اجازه می‌دهم او (هیتلر) تنها بمیرد؟ تا آخرین لحظه با او خواهم ماند…» هیتلر در وصیت‌نامه‌اش از براون نام برده‌است و وصیت کرد بعد از مرگش، سالانه ۱۲٬۰۰۰ رایش مارک به او مقرری پرداخت شود. هیتلر شدیداً او را دوست می‌داشت و زمانی که براون مشغول ورزش بود یا برای چای دیر به خانه می‌آمد، نگرانش می‌شد.
براون علاقه زیادی به نگوس و اشتازی، دو سگ تریر اسکاتلندی خود داشت و آن‌ها در فیلم‌هایی که تهیه کرده‌است، دیده می‌شوند. او معمولاً سگ‌هایش را از بلوندی، سگ ژرمن شپرد هیتلر، دور نگه می‌داشت. بلوندی در ۲۹ آوریل ۱۹۴۵، با دستور آدولف هیتلر برای آزمایش کپسول‌های سیانوری که برای خودکشی هیتلر و براون آماده شده بودند، کشته شد. سگ‌های براون و توله‌های بلوندی نیز روز بعد در ۳۰ آوریل توسط فریتس تورنو، نگهبان سگ‌های هیتلر، با شلیک گلوله از پای درآمدند.

## ازدواج و خودکشی
اوایل آوریل ۱۹۴۵ براون از مونیخ به برلین سفر کرد تا در فورربونکر در کنار هیتلر باشد. همزمان با نزدیک شدن ارتش سرخ به پایتخت، او حاضر نشد برلین را ترک کند. در نیمه شب ۲۸–۲۹ آوریل آن دو در یک مراسم مختصر در فورربونکر با هم ازدواج کردند. یوزف گوبلس و مارتین بورمان شاهدان ازدواج بودند. بعد، هیتلر و همسرش یک صبحانه عروسی ترتیب دادند. زمانی که براون با هیتلر ازدواج کرد، نام رسمی خود را به اوا هیتلر تغییر داد. اوا زمانی که گواهی ازدواج را امضا می‌کرد، ابتدا حرف «B» را برای نام خانوادگی خود نوشت، اما آن را خط زد و هیتلر را جایگزین آن کرد.
بعد از ۱۳:۰۰ روز ۳۰ آوریل، براون و هیتلر با حلقه اطرافیانشان خداحافظی کردند. حدود ساعت ۱۵:۳۰، چند نفر گزارش کردند که صدای بلند شلیک گلوله شنیده‌اند. پیشخدمت هیتلر هاینتس لینگه و آجودان اس‌اس اتو گونشه بعد از چند دقیقه صبر کردن، وارد اتاق مطالعه هیتلر شدند و اجساد بی‌جان و اوا براون و آدولف هیتلر را بر روی یک مبل کوچک پیدا کردند. براون و هیتلر به ترتیب با سم سیانور و شلیک به شقیقه راست به زندگی خود پایان داده بودند. اجساد آن‌ها را از خروج اضطراری پناهگاه به باغ پشت صدارت عظمای رایش برده و سوزاندند. اوا در زمان مرگ ۳۳ سال داشت.
باقی‌مانده اجساد توسط شوروی پیدا شدند. تا ۱۱ مه، هوگو بلاشکه، دستیارش کیث هوزرمان و فریتس اختمانِ دندانساز، تأیید کردند که بقایای دندان‌ها متعلق به هیتلر و براون هستند. شوروی‌ها به صورت مخفیانه باقی‌مانده اجساد را به همراه جسدهای یوزف و ماگدا گوبلس و شش فرزندشان در اسمرش، واقع در ماگدبورگ، آلمان شرقی، دفن کردند. در ۴ آوریل ۱۹۷۰، یک تیم کاگ‌ب با استفاده از اطلاعات محل دفن، پنج تابوت چوبی را از خاک بیرون آوردند. آن‌ها اجساد را سوزاندند و خاکسترشان را به رود بیدریتس، انشعابی از البه، ریختند.
دیگر اعضای خانواده براون از جنگ جان سالم به در بردند. مادر او، فرانزیسکا، در ۹۶ سالگی به تاریخ ژانویه ۱۹۷۶ درگذشت. او روزهای آخر عمر خود را در مزرعه‌ای در روپولدینگ، بایرن، سپری کرد. پدرش فریتس در ۱۹۶۴ مرد. گرتل در ۹ مه ۱۹۴۵ یک دختر به دنیا آورد و نامش را اوا گذاشت. او بعداً با کورت برینگهوف، یک بیزینس‌من، ازدواج کرد و در ۱۹۸۷ درگذشت. ایلزه، دیگر خواهر اوا که بخشی از حلقه اطرافیان هیتلر نبود، دو مرتبه ازدواج کرد و در سال ۱۹۷۹ درگذشت.

## در سینما و تلویزیون

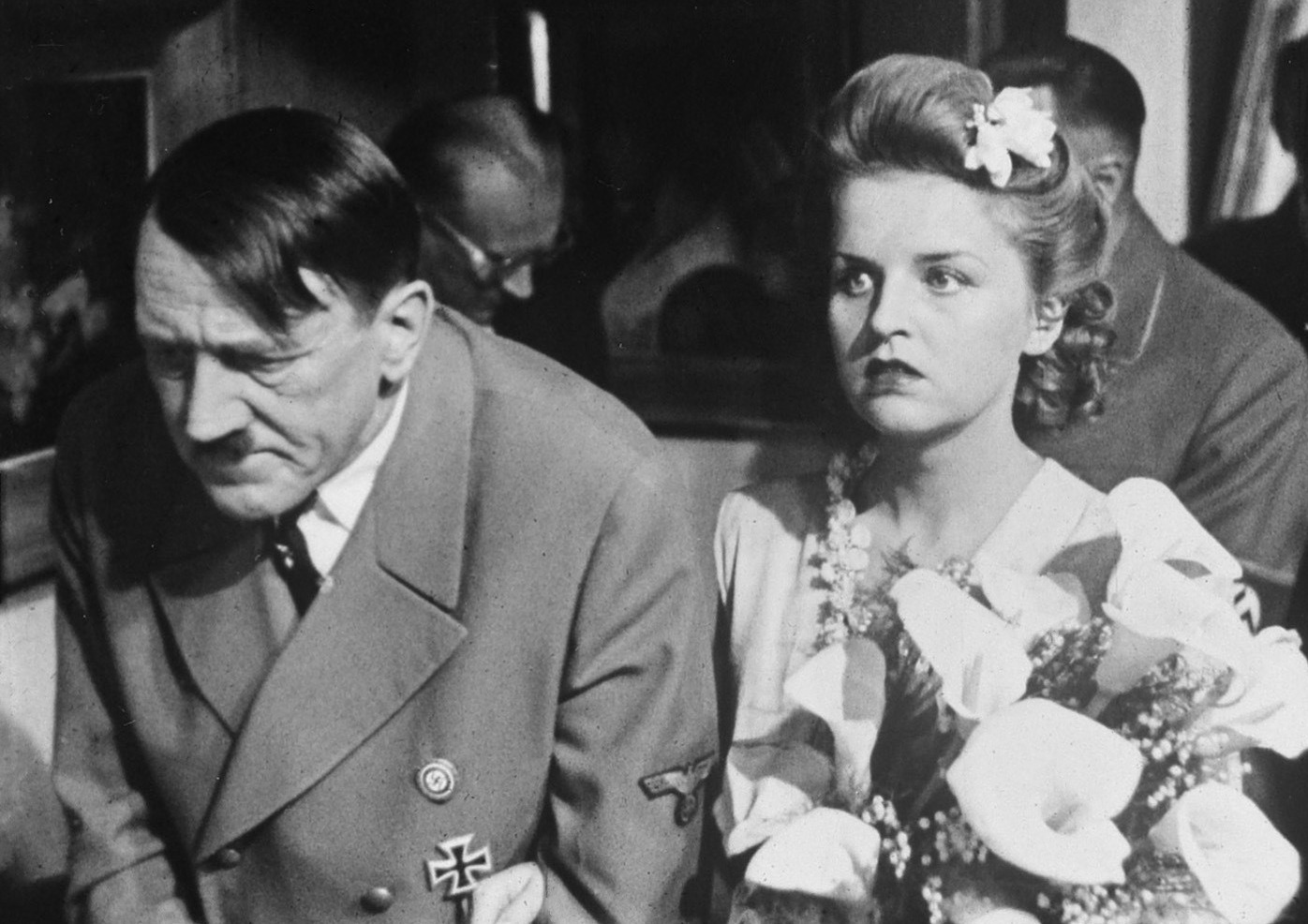
ماریا نواکوا در نقش اوا براون در فیلم سقوط برلین

فهرست برخی از بازیگرانی که نقش اوا براون را بازی کرده‌اند:
- ماریا نواکوا در فیلم سقوط برلین، محصول ۱۹۴۹ شوروی، ساخته میخائیل چیائوریلی
- لته توبیخ در فیلم ده روز آخر، محصول ۱۹۵۵ آلمان و اتریش، گئورگ ویلهلم پابست
- دوریس کانستمن در فیلم هیتلر: ده روز آخر، محصول ۱۹۷۳ بریتانیا و ایتالیا، ساخته انیو د کونچینی
- آلیس ساپریچ در فیلم جنون پیشوا، محصول ۱۹۷۴ فرانسه، ساخته فیلیپ کلر
- یلینا روفانوا در فیلم مولوخ، محصول ۱۹۹۹ روسیه، ساخته الکساندر سوکوروف
- زوئی تلفورد در سریال هیتلر: ظهور شر، محصول ۲۰۰۳ کانادا، ساخته کریستیان دوگای
- یولیانه کولر در فیلم سقوط، محصول ۲۰۰۴، ساخته الیور هرشبیگل
- فرانزیسکا شوربت در فیلم بچه‌های پاریس، محصول ۲۰۱۰ فرانسه، ساخته رزلین بوش
- مارین ون هولک در فیلم سمفونی نهم، محصول ۱۳۹۷ ایران، ساخته محمدرضا هنرمند

### اسامی، کلمات و عناوین
1. ↑  Friedrich "Fritz" Braun
2. ↑  Franziska "Fanny" Kronberger
3. ↑  Ilse Braun
4. ↑  Margarete "Gretl" Braun
5. ↑  Simbach am Inn
6. ↑  Heinrich Hoffmann
7. ↑  Herr Wolff
8. ↑  Obersalzberg
9. ↑  Geli Raubal
10. ↑  Nerin Gun
11. ↑  Bogenhausen
12. ↑  Berghof
13. ↑  Berchtesgaden
14. ↑  Angela Raubal
15. ↑  Heike Görtemaker
16. ↑  Hermann Fegelein
17. ↑  Gruppenführer، منصبی نظامی
18. ↑  Führerbunker
19. ↑  Otto Günsche
20. ↑  Hugo Blaschke
21. ↑  Käthe Heusermann
22. ↑  Fritz Echtmann
23. ↑  Kurt Beringhoff

### ارجاع
1. ↑  Lambert 2006, p. 46.
2. 1 2  Lambert 2006, p. 55.
3. ↑  Görtemaker 2011, p. 31.
4. ↑  Görtemaker 2011, pp. 31–32.
5. ↑  Lambert 2006, pp. 49, 51–52.
6. ↑  Görtemaker 2011, pp. 12–13.
7. ↑  Görtemaker 2011, p. 13.
8. ↑  Görtemaker 2011, p. 35.
9. ↑  Kershaw 2008, p. 219.
10. ↑  Görtemaker 2011, p. 43.
11. ↑  Kershaw 2008, pp. 220–221.
12. ↑  Görtemaker 2011, pp. 48–51.
13. 1 2  Görtemaker 2011, p. 51.
14. ↑  Lambert 2006, pp. 134–135.
15. ↑  Lambert 2006, p. 130.
16. ↑  Görtemaker 2011, p. 81.
17. ↑  Görtemaker 2011, p. 19.
18. 1 2  Görtemaker 2011, p. 223.
19. ↑  Lambert 2006, p. 142.
20. ↑  Görtemaker 2011, pp. 94–96.
21. ↑  Görtemaker 2011, pp. 100, 173.
22. ↑  Görtemaker 2011, p. 173.
23. ↑  Görtemaker 2011, p. 88.
24. ↑  Görtemaker 2011, pp. 97–99.
25. 1 2  Lambert 2006, p. 324.
26. ↑  Speer 1971, p. 138.
27. ↑  Knopp 2003, p. 16.
28. ↑  Speer 1971, pp. 138, 184.
29. ↑  McNab 2014, p. 29.
30. 1 2  Connolly 2010.
31. ↑  Speer 1971, pp. 138–139.
32. ↑  Lambert 2006, p. 338.
33. ↑  Görtemaker 2011, p. 65.
34. ↑  Hoffmann 1955, p. 161.
35. 1 2  Bullock 1999, p. 395.
36. ↑  Speer 1971, p. 337.
37. ↑  Guest 2006.
38. ↑  Görtemaker 2011, pp. 171–173.
39. ↑  Speer 1971, p. 184.
40. ↑  Görtemaker 2011, p. 192.
41. ↑  Görtemaker 2011, pp. 168–171.
42. ↑  Beevor 2002, pp. 341–342.
43. ↑  Bullock 1999, p. 792.
44. ↑  Görtemaker 2011, p. 238.
45. ↑  Görtemaker 2011, pp. 126–127.
46. ↑  Linge 2009, p. 39.
47. ↑  Görtemaker 2011, p. 167.
48. ↑  هاینتس لینگه. تا به آخر با هیتلر: خاطرات پیشکار هیتلر، ترجمه حمید هاشمی / نشر میلکان, ۱۴۰۰.شابک ‎۹۷۸۶۲۲۲۵۴۰۷۷۷. ص. ۶۱ و ۶۳
49. ↑  Görtemaker 2011, pp. 165–166.
50. ↑  Lambert 2006, p. 273.
51. ↑  Speer 1971, p. 139.
52. ↑  Junge 2003, p. 77.
53. ↑  Kershaw 2008, p. 952.
54. ↑  Eberle & Uhl 2005, p. 273.
55. ↑  Speer 1971, p. 587.
56. ↑  Beevor 2002, p. 342.
57. 1 2  Beevor 2002, p. 343.
58. ↑  Kershaw 2008, p. 954.
59. ↑  Lambert 2006, p. 459.
60. ↑  Linge 2009, p. 199.
61. ↑  Kershaw 2008, p. 955.
62. ↑  Joachimsthaler 1999, pp. 160–182.
63. ↑  Linge 2009, p. 200.
64. ↑  Eberle & Uhl 2005, p. 282.
65. ↑  Kershaw 2008, p. 958.
66. ↑  Vinogradov 2005, pp. 333–336.
67. ↑  Lambert 2006, pp. 463–464.
68. 1 2  Lambert 2006, p. 463.
69. ↑  FamousFix.

### برای مطالعهٔ بیشتر
- Alexander, Alex (2005). In De Ban Van Hitler: Maria Reiter, Geli Raubal, Unity Mitford, Eva Braun (به هلندی). Rijswijk: Elmar. ISBN 978-90-389-1547-0.
- Gun, Nerin E. (1968). Eva Braun: Hitler's Mistress. New York: Meredith Press. OCLC 712347.